# ビクトリア弓月
ビクトリア弓月（びくとりあゆづき、2005年2月1日 - ）は、日本の女性プロレスラー。愛知県名古屋市出身。マリーゴールド所属。血液型B型。

## 所属
- スターダム（2023年 - 2024年）
- マリーゴールド（2024年 - ）

## 来歴
中学生時代、YouTubeにてDRAGON GATEの試合を視聴したところプロレスを知り、WWEを見たところ、プロレスファンとなる。高校3年生の夏に新型コロナウイルスに感染したことをきっかけに「自分のやりたいこと、本当に好きなことをやろう」と一念発起し、プロレスラーを志すようになり、2023年3月末にスターダムに入門し、練習生となる。

### スターダム時代
11月17日、渡辺桃を相手にデビュー戦を行う。結果は完敗だったが、ポテンシャルの高さをアピールすることに成功した。その後、12月29日の「STARDOM DREAM QUEENDOM 2023」での6人タッグマッチにて、玖麗さやかからフォールを奪って自力初勝利を果たす。
2024年1月3日に行われた、『ルーキー・オブ・スターダム2023 新人王決定トーナメント』にて、八神蘭奈とHANAKOを倒し優勝。新人王を獲得する。その後1月14日に岩谷麻優に対しSTARS入りを直訴。岩谷がそれを認め、STARSに加入する。しかし、その2ヶ月後の3月22日に3月末でスターダムを退団することが発表された。

### マリーゴールド時代
4月15日に行われた新団体「マリーゴールド」の旗揚げ記者会見に出席し、リングネームを「ビクトリア弓月」に改名することが発表された。
5月20日、後楽園ホールで行われた旗揚げ戦の第1試合に出場し。高橋奈七永の冷蔵庫爆弾に屈する。7月の両国国技館大会からは途中入団した同い年の田中きずなとコンビを組む機会が多くなっている。田中とのコンビはのちに「Selene Flora」と名付けられた。
2025年1月3日、大田区総合体育館大会で過去2戦して2引き分けだった翔月なつみにフォール勝ちしマリーゴールド・スーパーフライ級王座を奪取、初戴冠となった。

## 人物
- 小学校3年生から高校3年生までの9年間柔道を経験し、他にも水泳やハンドボールの経験もあった[1]。
- プロレスラーを目指す前は、母の職業である看護師、特に助産師を志していた[1]。
- 当初は飛び技を駆使するハイフライヤーに憧れていたが、相手の力を逆利用して勝つスタイルを目指し、コーチのミラノコレクションA.T.に相談したところ、丸め込みを教わり、それがルーキー・オブ・スターダム2023優勝に繋がる[1]。

## 入場テーマ曲
- RISE UP[2]（村井大[9]、スターダム時代）
- only one（中村"Anija"隆宏、マリーゴールド時代）

## タイトル歴
スターダム
- ルーキー・オブ・スターダム 優勝（2023年）

マリーゴールド
- 第2代マリーゴールド・スーパーフライ級王座